# Siganus rivulatus
Siganus rivulatus (Forsskål & Niebuhr, 1775), sigano noto in italiano anche come pesce coniglio striato o pesce coniglio marezzato, è un pesce osseo marino appartenente alla famiglia Siganidae.

## Descrizione
Questo pesce ha una sagoma ovale e corpo compresso lateralmente. La bocca è piccola (non raggiunge l'occhio) ma con labbra evidenti. Il muso è ottuso e rivolto in basso. Denti incisiviformi. Scaglie molto piccole e poco visibili. Pinna dorsale con una lunga parte anteriore a raggi spinosi acuti (di cui il primo brevissimo, rivolto anteriormente, e spesso infossato nella pelle) e una più breve posteriore a raggi molli. La pinna anale ha 7 raggi spinosi seguiti da raggi molli. I margini posteriori della pinna dorsale e della pinna anale sono dritti. La pinna caudale è incisa al centro. La colorazione è variabile, in genere più chiara che in Siganus luridus, grigiastra, verdastra o bruno chiara, più chiara sul ventre sul quale sono presenti delle linee longitudinali dorate (che però possono mancare). La livrea notturna è marmorizzata. L'iride dell'occhio è dorata.
La taglia massima nota è di 27 cm ma normalmente sui 20 cm.

## Distribuzione e habitat
Questa specie vive nell'Oceano Indiano occidentale lungo la costa africana nonché nel mar Rosso e nel golfo di Aden. In seguito alla migrazione lessepsiana ha colonizzato la parte orientale del mar Mediterraneo. Attualmente (2015) è molto comune lungo le coste di Creta e continentali dalla Cirenaica all'isola di Rodi. Più raro sulle coste tunisine e della Grecia continentale. Segnalato anche nel mar Adriatico, lungo le coste di Croazia, Montenegro e Albania.

Costiero, non si trova a più di 30 metri di profondità. Vive su fondi sabbiosi, specie se con copertura algale. Preferisce zone protette dalle onde.

## Biologia
Specie gregaria, si incontra di solito in gruppi di almeno 50 individui.

### Alimentazione
S. luridus ha una dieta erbivora  si nutre (in Mediterraneo) soprattutto di alghe verdi e alghe rosse dei generi Ulva e Hypnea..

### Riproduzione
Avviene in primavera ed estate. Le uova e le larve sono pelagiche.

## Pesca
La pesca a questa specie non ha un interesse rilevante anche se ne vengono catturate notevoli quantità con le reti da posta e con le reti da circuizione. Si è tentato, con buon successo, l'allevamento in piscicoltura.

## Veleno
I raggi delle pinne sono velenosi, le punture sono molto dolorose ma non mortali.

## Conservazione
Questa specie viene pescata in gran parte dell'areale ma le popolazioni non sembrano risentire di fenomeni di sovrapesca, per questo la IUCN considera questa specie a rischio minimo.